# Brett Gallant (Curler)
Brett Philip Gallant (* 18. Februar 1990 in Charlottetown, Prince Edward Island) ist ein kanadischer Curler. Derzeit spielt er als Second im Team von Skip Brad Gushue.
Gallant startete seine sportliche Karriere in der Provinz Prince Edward Island, für die er 2009 und 2010 die kanadische Juniorenmeisterschaft gewann. 2009 trat er als Skip für Kanada bei der Juniorenweltmeisterschaft  an und gewann mit seinem Team die Silbermedaille. Seit der Saison 2012/2013 spielt er an der Position des Second im Team von Brad Gushue. Mit diesem Team, das für die Provinz Neufundland und Labrador antritt, gewann er 2017 die kanadische Meisterschaft The Brier, nachdem er im Vorjahr bereits Silber gewonnen hatte. Als Sieger der Landesmeisterschaft vertrat er mit dem Team Gushue Kanada bei der Weltmeisterschaft 2017. Das Team gewann sämtliche Spiele und wurde Weltmeister. 2018 konnte Gallant mit dem Team Gushue den Titel bei den kanadischen Meisterschaften verteidigen und trat erneut für Kanada bei der Weltmeisterschaft 2018 an. Nach einem dritten Platz in der Round Robin, einem Sieg gegen die USA (Skip: Rich Ruohonen) im Qualifikationsspiel und gegen Schottland (Skip: Bruce Mouat) im Halbfinale kam es zu einer Neuauflage der Finalpaarung des Vorjahres. Dort mussten sich die Kanadier dem schwedischen Team von Niklas Edin mit 3:7 geschlagen geben und sich mit der Silbermedaille begnügen.